# Renato Gojković
Renato Gojković (Tuzla, 10 de septiembre de 1995) es un futbolista bosnio. Juega de defensor y su equipo es el F. K. Sarajevo de la Liga Premier de Bosnia y Herzegovina.

## Selección
| Selección        | Año       | PJ | Goles |
| ---------------- | --------- | -- | ----- |
| Selección sub-19 | 2013-2014 | 6  | 0     |
| Selección sub-21 | 2017      | 0  | 0     |

## Clubes
| Club                       | País                 | Año       |
| -------------------------- | -------------------- | --------- |
| F. K. Sloboda Tuzla        | Bosnia y Herzegovina | 2012-2013 |
| N. K. Čelik Zenica         | Bosnia y Herzegovina | 2013-2015 |
| N. K. Istra 1961           | Croacia              | 2015-2017 |
| Partizán de Tirana         | Albania              | 2018      |
| H. Š. K. Zrinjski Mostar   | Bosnia y Herzegovina | 2019-2020 |
| F. C. Orenburg             | Rusia                | 2020-2024 |
| Maccabi Petah-Tikvah F. C. | Israel               | 2024-2025 |
| F. K. Sarajevo             | Bosnia y Herzegovina | 2025-     |

## Palmarés

### Títulos nacionales
| Título                       | Club           | País                 | Año  |
| ---------------------------- | -------------- | -------------------- | ---- |
| Copa de Bosnia y Herzegovina | F. K. Sarajevo | Bosnia y Herzegovina | 2025 |